# Bokura no Rekishi
Singles de Māya Sakamoto
Yakusoku wa Iranai
(1996) Gift
(1997)
Bokura no Rekishi est le 2e single de Māya Sakamoto sorti sous le label Victor Entertainment le 21 mars 1997 au Japon. Il n'arrive pas dans le classement de l'Oricon.
Les trois pistes ont été utilisées pour CLAMP Gakuen Tanteidan. Bokura no Rekishi se trouve sur la compilation Single Collection+ Hotchpotch.

## Liste des titres
Toute la musique et les arrangements ont été composées par Yōko Kanno.
Toutes les paroles sont écrites par Yuho Iwasato.
| 1. | Bokura no Rekishi (ボクらの歴史)                              | 4:23 |
| 2. | Jikan no Yokan ~ Densetsu (事件の予感～伝説)                  | 3:01 |
| 3. | Fushigi na Dekigoto ~ Sousa Kaishi (不思議な出来事～捜査開始) | 2:33 |
| 4. | Bokura no Rekishi (Original Karaoke) (ボクらの歴史)           | 4:20 |